# Franz Eichfeld

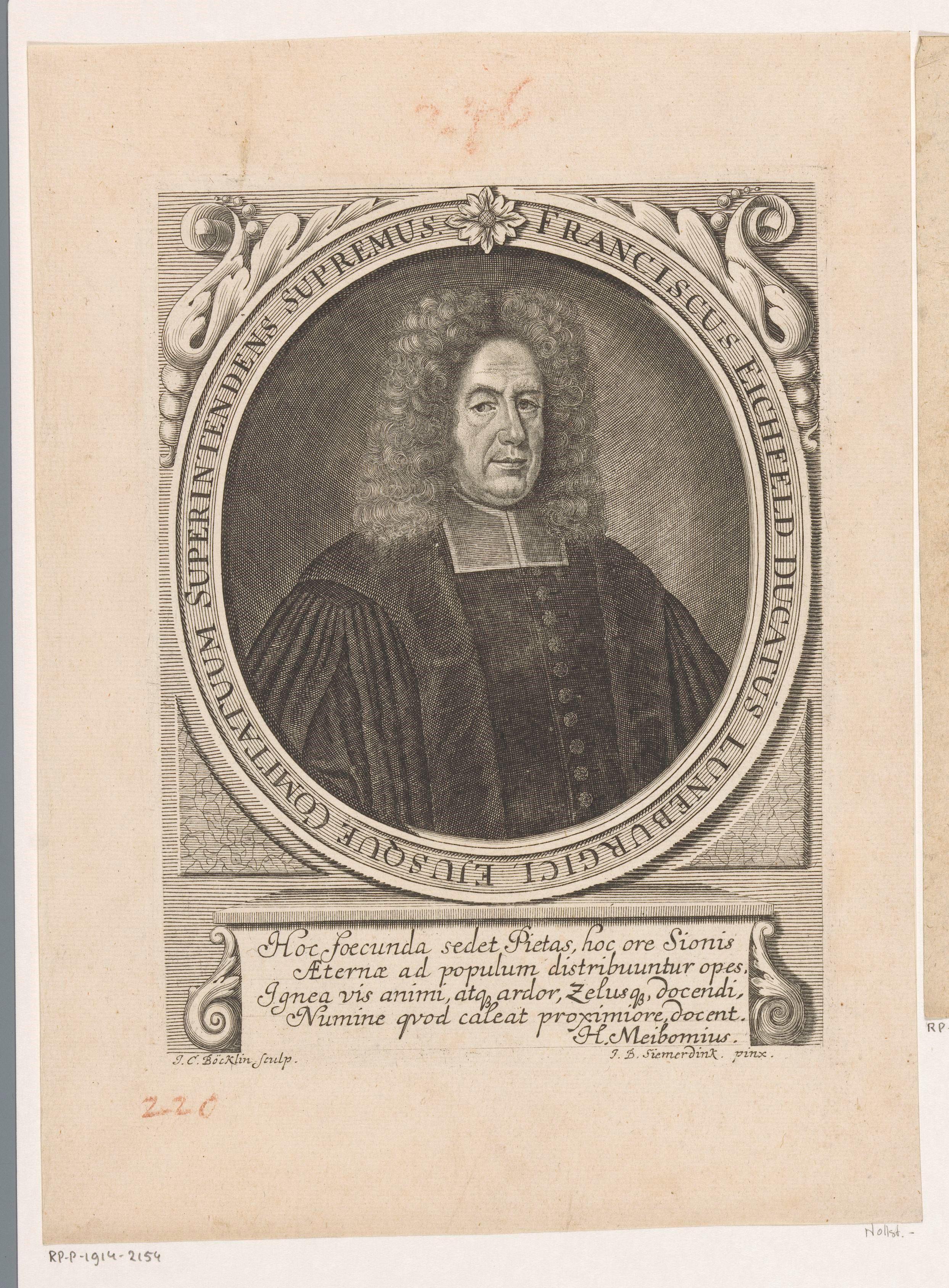
Brustbild des Franz Eichfeld;
gestochen von Johann Christoph Boecklin nach Johann Bernhard Siemerding

Franz Eichfeld (* 16. Juni 1635 in Celle; † 16. Mai 1707 ebenda) war ein deutscher lutherischer Theologe und Generalsuperintendent der Generaldiözese Lüneburg-Celle.

## Leben
Eichfeld war ein Sohn des Kaufmanns Friedrich Eichfeld. Er besuchte die Schule in Celle und ab 1652 Universität Helmstedt, wo er zunächst Pharmazie, dann Theologie studierte. 1656 wechselte er an die Universität Jena. 1658 kehrte er nach Celle zurück und bezog 1659 wieder die Universität Helmstedt. 1661 trat Eichfeld eine Stelle als Garnisonprediger in Lüneburg an. 1663 wurde er zum Prior des Klosters Walkenried ernannt, noch vor seinem Amtsantritt aber auf die vierte Pfarrstelle (2. Diaconat) an der Stadtkirche St. Marien in Celle berufen. Dort wurde er 1676 dritter Pastor (1. Diaconus), 1690 zweiter Pastor und Archidiakonus und 1691 erster Pastor und Generalsuperintendent der Generaldiözese Lüneburg-Celle. Am 15. Juli 1706 wurde er zum kurfürstlichen Rat im Konsistorium ernannt.

## Werke
- Vorrede zu dem cellischen Gesangbuch (1696)